# Cú muỗi Ấn Độ
Cú muỗi Ấn Độ (tên khoa học: Caprimulgus indicus) là một loài chim trong họ Caprimulgidae.

## Hình ảnh

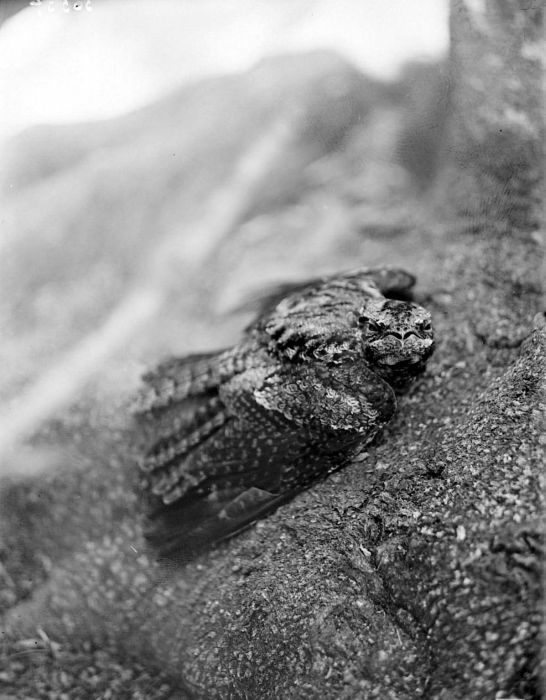
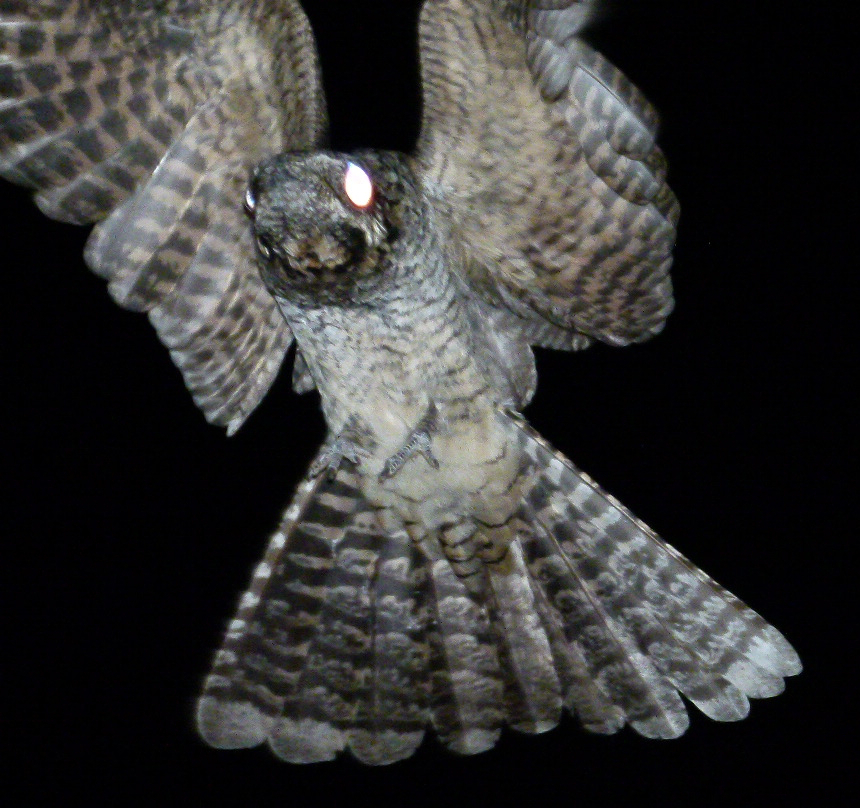
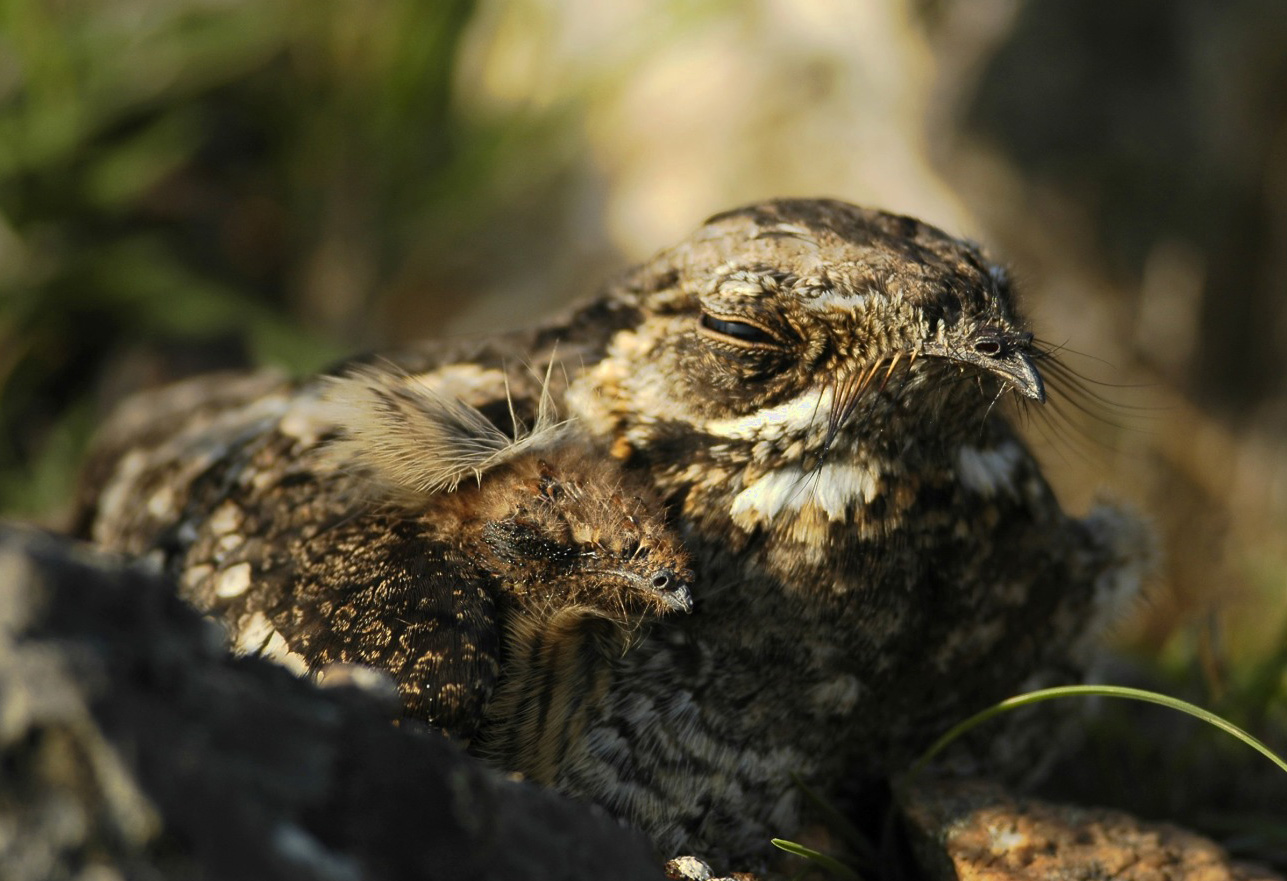
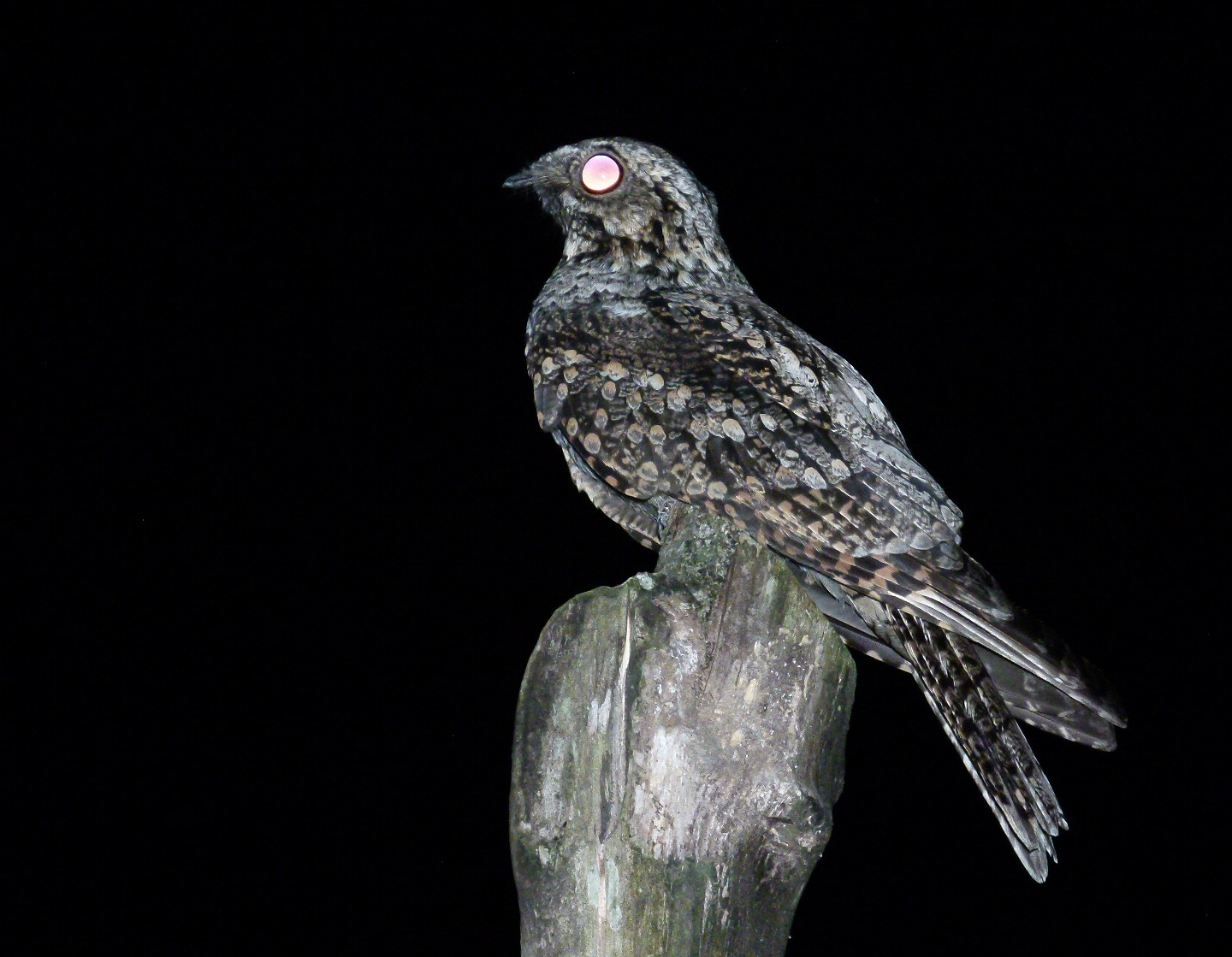